# Филиппцево
Филиппцево — деревня в Весьегонском муниципальном округе Тверской области России.

## География
Деревня находится в северо-восточной части Тверской области, в подзоне южной тайги, при автодороге 28Н-0233, на расстоянии примерно 20 километров (по прямой) к западу от города Весьегонска, административного центра округа.

### Климат
Климат характеризуется как умеренно континентальный, с умеренно холодной зимой и относительно тёплым влажным летом. Средняя температура воздуха самого холодного месяца (января) — −10,7 °C, средняя температура самого тёплого (июля) — 17,1 °С. Безморозный период длится 125 дней. Продолжительность вегетационного периода составляет примерно 126 дней. Годовое количество атмосферных осадков составляет в среднем 612 мм, из которых большая часть выпадает в тёплый период. Снежный покров держится в течение 140 дней.

## История
Известна с 1623 года как деревня с 3 крестьянскими и 2 бобыльскими дворами, дана в вотчину стремянному конюху Никифору Степановичу Ренёву.
До 2019 года входила в состав Ёгонского сельского поселения до упразднения последнего.

## Население
| 2010 |
| ---- |
| 8    |

### Историческая численность населения
Численность населения: 121 человек (1859), 148 (1889), 161 (1931), 58 (1963), 33 (1993), 10 человек (русские 90 %) в 2002 году, 8 в 2010.

## Инфраструктура
Личное подсобное хозяйство с зоной сельскохозяйственного использования, индивидуальная застройка усадебного типа.
Дворов было 21(1859), 24 (1889), 44 (1931), 26(1963), 19 (1993), 6(2008).

## Транспорт
Деревня доступна автотранспортом.